# Dubai Desert Classic
De Dubai Desert Classic is een jaarlijks golftoernooi in de Verenigde Arabische Emiraten, dat deel uitmaakt van de Europese PGA Tour. Het werd opgericht in 1989 en het vindt sinds 2001 plaats op de Emirates Golf Club in Dubai.
Eind januari 1989 werd de eerste editie op de Dubaise Emirates Golf Club gespeeld, hetgeen grote bekendheid gaf aan zowel de club club als golf in de Emiraten in het algemeen. Al spoedig werd er een tweede baan aangelegd, de Dubai Creek & Yacht Club. Vandaag de dag zijn er meerdere golfbanen, en in 2008 wordt de tiende baan geopend; The Els Club, ontworpen door drievoudig winnaar van de Desert Classic Ernie Els.

## Golfbanen
| Jaren      | Locatie                       | Baan  |
| ---------- | ----------------------------- | ----- |
| 1989-1998  | Emirates Golf Club            | Dubai |
| 1999-2000  | Dubai Creek Golf & Yacht Club | Dubai |
| 2001-heden | Emirates Golf Club            | Dubai |

## Winnaars
| Jaar                             | Winnaar                    | Score                      | Score                      | Info                                           |
| Karl Litten Desert Classic       | Karl Litten Desert Classic | Karl Litten Desert Classic | Karl Litten Desert Classic | Karl Litten Desert Classic                     |
| -------------------------------- | -------------------------- | -------------------------- | -------------------------- | ---------------------------------------------- |
| 1989                             | Mark James                 | 277                        | –11                        |                                                |
| Emirates Airlines Desert Classic |                            |                            |                            |                                                |
| 1990                             | Eamonn Darcy               | 276                        | –12                        |                                                |
| Dubai Desert Classic             |                            |                            |                            |                                                |
| 1992                             | Severiano Ballesteros po   | 272                        | –16                        | Won de play-off van Ronan Rafferty             |
| 1993                             | Wayne Westner              | 274                        | –14                        |                                                |
| 1994                             | Ernie Els                  | 268                        | –20                        |                                                |
| 1995                             | Fred Couples               | 268                        | –20                        |                                                |
| 1996                             | Colin Montgomerie          | 270                        | –18                        |                                                |
| 1997                             | Richard Green po           | 272                        | –16                        | Won de play-off van Greg Norman en Ian Woosnam |
| 1998                             | José María Olazabal        | 269                        | –19                        |                                                |
| 1999                             | David Howell               | 275                        | –13                        |                                                |
| 2000                             | José Cóceres               | 274                        | –14                        |                                                |
| 2001                             | Thomas Bjørn               | 266                        | –22                        |                                                |
| 2002                             | Ernie Els                  | 272                        | –16                        |                                                |
| 2003                             | Robert-Jan Derksen         | 271                        | –17                        |                                                |
| 2004                             | Mark O'Meara               | 271                        | –17                        |                                                |
| 2005                             | Ernie Els                  | 269                        | –19                        |                                                |
| 2006                             | Tiger Woods po             | 269                        | –19                        | Won de play-off van Ernie Els                  |
| 2007                             | Henrik Stenson             | 269                        | –19                        |                                                |
| 2008                             | Tiger Woods                | 274                        | –14                        |                                                |
| 2009                             | Rory McIlroy               | 269                        | –19                        |                                                |
| Omega Desert Classic             |                            |                            |                            |                                                |
| 2010                             | Miguel Angel Jiménez po    | 277                        | –11                        | Leaderboard Won de play-off van Lee Westwood   |
| 2011                             | Alvaro Quiros              | 277                        | –11                        | Leaderboard                                    |
| 2012                             | Rafael Cabrera Bello       | 270                        | –18                        | Leaderboard                                    |
| 2013                             | Stephen Gallacher          | 266                        | –22                        | Leaderboard                                    |
| 2014                             | Stephen Gallacher          | 272                        | –16                        | Leaderboard                                    |
| 2015                             | Rory McIlroy               | 266                        | –22                        | Leaderboard                                    |
| 2016                             | Danny Willett              | 269                        | -19                        | Leaderboard                                    |
| 2017                             | Sergio Garcia              | 265                        | -23                        | Leaderboard                                    |
| 2018                             | Li Haotong                 | 269                        | -19                        | Leaderboard                                    |
| 2019                             |                            |                            |                            | Leaderboard                                    |

| Toernooirecord |  | po = winnaar na play-off |